# Aval AVC 777 - J2
Aval AVC 777 - J2 (AVC 777 - J2) је преносни рачунар, производ фирме Aval који је почео да се израђује у Јапану током 1982. године.
Користио је Zilog Z80 A као централни микропроцесор а RAM меморија рачунара AVC 777 - J2 је имала капацитет од 64 kb (до 512 kb). 
Као оперативни систем кориштен је CP/M 2.2.

## Детаљни подаци
Детаљнији подаци о рачунару AVC 777 - J2 су дати у табели испод.
|                       |                                                |
| [ 1 ]                 |                                                |
| Произвођач            |                                                |
| Тип                   | преносни рачунар                               |
| Меморија              | 64 (до 512 )                                   |
| Поријекло             | Јапан                                          |
| Година                | 1982                                           |
| Тастатура             | тастатура са пуним помаком тастера, 66 тастера |
| Процесор              |                                                |
| Фреквенција процесора | 4                                              |
| RAM                   | 64 (до 512 )                                   |
| ROM                   | 8k                                             |
| Текст                 | 26 x 40, 26 x 73, 26 x 80                      |
| Графика               |                                                |
| Боја                  | уграђени 5 монохроматски показивач             |
| Звук                  | мали звучник                                   |
| Димензије             | 14                                             |
| Портови               |                                                |
| Оперативни систем     |                                                |